# Foulden (Norfolk)
Foulden è un villaggio e parrocchia civile dell'Inghilterra, appartenente alla contea del Norfolk.